# Jean Le Gac

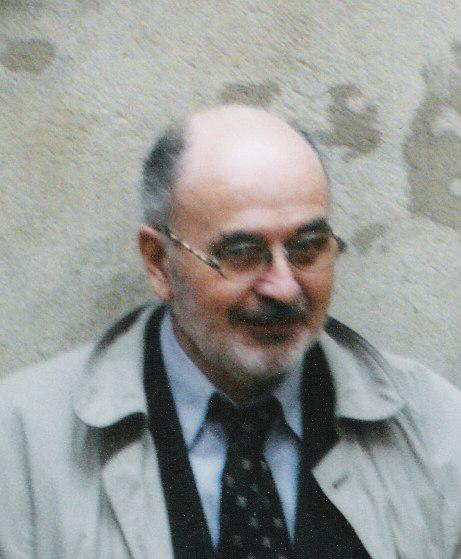
Jean Le Gac (2004)

 Jean Le Gac (* 6. Mai 1936 in Tamaris bei Alès im Département Gard, Frankreich) ist ein französischer Maler, Konzeptkünstler und Fotograf. Er ist bekannt für seine Arbeiten mit Mixed Media, für seine Wandmalereien und Glaswände und seine fiktiven Dokumentationen über den „Phantom-Maler“.

## Leben und Werk
Jean Le Gac studierte von 1955 bis 1958 am Lycée Jeanson-de-Sailly in Paris und wurde Lehrer der bildenden Künste. Im Jahr 1959 entstanden seine ersten Fotoarbeiten. Er war in dieser Zeit als Kunsterzieher in Béthune in Nordfrankreich tätig und malte in seiner Freizeit. Er setzte sich intensiv mit den damals aktuellen Kunstströmungen auseinander.
Von 1968 bis 1971 versuchte er erfolglos durch eigene Ausstellungen bekannt zu werden. Er konzentrierte sich in dieser Zeit auf das Projekt „Les Cahiers“, dabei handelte es sich um eine fiktive Dokumentation über den „Phantom-Maler“, den Versuch eines Reporters, einem Maler auf die Spur zu kommen. Dieses Projekt hielt er in 26 Heften und 31 Fotografien fest. Diese Arbeit wurde von Harald Szeemann entdeckt und Jean Le Gac war damit Teilnehmer der Documenta 5 in Kassel im Jahr 1972 in der Abteilung Individuelle Mythologien. Er war auch auf der Documenta 6 (1977) als Künstler vertreten.
Im Jahr 1973 wurde er von dem New Yorker Galeristen John Gibson unter Vertrag genommen und begann in den USA auszustellen.
Von 1981 bis 1984 entstanden Diptychen mit Pastellkreiden. Diese Reihe erzählt wiederum eine fiktive Geschichte eines Malers, der Kinderbuchillustrationen kopiert. Diese großen Pastellzeichnungen ergänzte Jean Le Gac mit stark vergrößerten Fotos und erläuternden Texten.
Von 1986 bis 1987 kopierte er Illustrationen aus Kinderbüchern auf große Leinwände. In den 1990er Jahren knüpfte Le Gac an seine frühen Fotoarbeiten an, vergrößerte Ausschnitte einzelner Fotos monumental und nahm die Dokumentation über den fiktiven „Phantom-Maler“ wieder auf.

## Auszeichnungen
- 2011: Ordre des Arts et des Lettres (Komtur)[1]